# Louis Auchincloss
Louis Stanton Auchincloss (ur. 27 września 1917, Lawrence, stan Nowy Jork, zm. 26 stycznia 2010, Manhattan) – amerykański powieściopisarz, prawnik, historyk, eseista.
Napisał około 30 powieści, kilkaset opowiadań, około 20 książek z gatunku literatury faktu. Zajmował się środowiskiem zamożnych z urodzenia wyższych klas USA w Nowym Jorku i Nowej Anglii, kontynuował dzieło Henry'ego Jamesa i Edith Wharton, a także tradycję amerykańskiej powieści o biznesie (np. Dreiser).
Sam pochodził z uprzywilejowanej rodziny z okolic Nowego Jorku. Był prawnikiem w tym mieście przez 38 lat (z przerwami), jednocześnie pisząc przeciętnie jedną książkę rocznie. Znane jego powieści to wielopokoleniowe sagi The House of Five Talents (1960), Portrait in Brownstone (1962) i East Side Story (2004). Otrzymał National Medal of Arts (2005).
W Polsce wydano:
- Dzieje jednej fortuny (wyd. polskie 1972)
- Druga szansa: opowiadania dwóch pokoleń (1973)
- Ja złodziej (1979).